# James Alexander Hepburn von Bothwell
James Alexander Hepburn von Bothwell genannt vom Pfeiffer oder Jakob Alexander von Boswell (* um 1790 angeblich in Auchinleck (schottische Aussprache: Affléck), in East Ayrshire, Schottland; † zwischen 1848 und 1854, vermutlich 1849 in der Rheinprovinz) war ein Ingenieur, Gymnasiallehrer und Hochschullehrer, der in Kreuznach, Basel, Bern, Freiburg im Breisgau und Heidelberg wirkte. In der Deutschen Revolution 1848/1849 sympathisierte er mit demokratischen Bestrebungen.

## Leben
James Alexander Hepburn von Bothwell war ein Nachkomme von James Hepburn, 4. Earl of Bothwell, Ehemann der Maria Stuart, und nach eigenen Angaben vermutlich auch des Alexander Boswell, Lord Auchinleck. Eine genauere Zuordnung zu dessen bekannten Nachkommen ist nicht möglich. Vielleicht hat Hepburn von Bothwell den Geburtsnamen seiner Mutter getragen, oder es handelte sich um einen nahen Verwandten des preußischen Generalmajors Robert von Boswell aus Kurland. Ein aus Schottland geflohener Lord James Bothwell soll sich im 17. Jahrhundert als Kaufmann in Tilsit niedergelassen haben, die Familie erhielt 1791 eine preußische Adelsanerkennung.
Nach einer Ausbildung zum Ingenieur, vermutlich im militärischen Dienst (Ingenieurkorps), beantragte James Bothwell Ende 1816, ihm „den freyen Gebrauch des physicalischen Cabinets“ der Universität Heidelberg zu gestatten. Am 3. August 1817 legte der Dekan Heinrich Voss der philosophischen Fakultät ein Habilitationsgesuch des nicht promovierten James Bothwell vor, das nach negativen Gutachten der Professoren Georg Wilhelm Muncke („ist … ein unverschämter Windbeutel“) und Leopold Gmelin („ist … oberflächlich und beschränkt“) von der Fakultät abgewiesen wurde, auch mit der Stimme von Georg Wilhelm Friedrich Hegel, der sich auf das Urteil der Fachkollegen verließ. Gleichwohl bat Bothwell Ende 1817 die Regierung des Großherzogtums Baden bzw. den Prorektor Karl Salomo Zachariae erfolglos um die Erlaubnis, im Sommer 1818 Vorlesungen in Physik an der Universität Heidelberg halten zu dürfen. Hegel schrieb dazu:

„In Rüksicht auf ein Gutachten der Facultät über die Befähigung des Hn BOTHWELLS kann ich dazu meiner Seits keinen Beytrag liefern, denn von dessen Kenntnissen und sonstiger Geschiklichkeit ist mir durchaus nichts bekannt; wenn derselbe angeblich, zuerst nur für Ein Semester Vorlesungen zu halten gedenkt, so sollten meines Erachtens auch zu diesem Behuf, Data irgend einer Art vorgelegt werden; Privat-Bekanntschaft mit Hn Bothwell geht mir ab, aber Privat-Bekanntschaft kann meines Erachtens auch für ein Facultäts-Gutachten nicht hinreichend seyn; wenn Hr B. in seinem Schreiben an den Hn Prorektor die Habilitation auch als eine formalie (wenn ich anders recht lese) zu nennen beliebt, so ist es, meyne ich, die Sache der Facultät, eine reelle Bedeutung hinein zu legen.“

 Im Oktober 1817 logierte „Hr. von Bothwell-Pfeiffer von Heidelberg“ im Schwarzen Adler in München im Königreich Bayern.
1817/18 bemühte sich Bothwell um eine Anstellung im preußischen Schuldienst, ohne entsprechende Qualifikationszeugnisse vorlegen zu können. Das Königreich Preußen versuchte in dieser Zeit, Quereinsteiger als Gymnasiallehrer zu gewinnen. Eine Prüfung vor dem Konsistorium in Köln (in den Fächern Latein, Griechisch, Deutsch, Geschichte, Geographie, Mathematik, Physik, Chemie, über Pädagogik überhaupt) und ein Gutachten von Georg Simon Ohm, Lehrer der Physik und Mathematik am Dreikönigsgymnasium, ergaben 1818 die Eignung „Geographie – untere Klassen, Mathematik – untere bis mittlere Klassen, Physik – alle Klassen“. Bothwell wurde ohne feste Anstellung am 1819 gegründeten Königlich-preußischen Gymnasium in Kreuznach als „Gehülfslehrer“ für Mathematik und Physik eingesetzt. Als Direktor Gerd Eilers den Ingenieur Bothwell, den er für wissenschaftlich ungebildet und intrigant hielt, von der Schule entfernen wollte, reichte dieser in Berlin eine Denunziationsschrift gegen das Betragen der Lehrer und die Disziplin auf dem Gymnasium zu Kreuznach ein; eine 1821–1824 durchgeführte Untersuchung bestärkte jedoch die Position von Direktor Eilers, der Rückhalt beim Oberpräsidenten der Provinz Großherzogtum Niederrhein in Koblenz Karl von Ingersleben genoss. Bothwell wich daraufhin in die Schweiz aus. Bereits 1821/22 bewarb er sich von dort aus wieder um eine Anstellung in preußischen Diensten.
1824 war Bothwell Dozent an der Philosophischen Fakultät der Universität Basel. Anschließend wirkte er als öffentlicher Lehrer in Bern und soll wegen „Theilnahme an Demagogie“ dort entlassen worden sei. 1825 bat er im Großherzogtum Baden um die Erlaubnis, Vorlesungen in Physik an der Universität Freiburg halten zu dürfen.
In einem Schiedsgerichtsverfahren zwischen dem badischen Karlsruher Kriegsrat Christoph Wilhelm Reich (1765–1838) und James von Bothwell 1826 in Freiburg im Breisgau wurde Reich durch den Hofgerichtsrat Karl Autenrieth, den Oberamtmann Karl von Stößer aus Emmendingen und den Hofgerichtsadvokaten Johann Baptist Bekk vertreten. Der Freiburger Professor Karl von Rotteck übernahm die Partei des Herrn von Bothwell.
Für die Ausmalung der 1826 neu erbauten Pfarrkirche St. Hilarius in Bleichheim hat man sich im badischen Kreisdirektorium Freiburg für einen Künstler entschieden, „der das besondere Vertrauen des in Freiburg lebenden Engländers Professor James Bothwell genoß“. Kreisdirektorium und Generalvikariat waren mit einem Vertragsabschluss mit dem von Bothwell empfohlenen Freiburger Kunstmaler Heinrich Wengler einverstanden. So wurde am 9. Juli 1827 mit dem durch Bothwell vertretenen Maler ein Kontrakt für zwei Altarbilder um ein Honorar von 600 Gulden abgeschlossen. 1829 erhielt Professor Alexander James von Bothwell eine Strafe wegen des eigenmächtigen Drucks einer Titelvignette als Verstoß gegen die Presse- und Zensurbestimmungen.
1831–1834 lebte James Alexander von Bothwell aus Schottland in Edingen bei Heidelberg. Am 30. April 1834 immatrikulierte sich „James v Bothwell“, 44 Jahre alt, aus Aflek in Schottland, Konfession: presbyterial, zum Studium an der philosophischen Fakultät der Universität Heidelberg. Er gab an, zuvor die Universität Freiburg besucht zu haben.
Zum Tod des Königs Friedrich Wilhelms III. von Preußen veröffentlichte Alexander James von Bothwell in Koblenz eine kleine Gedenkschrift. 1841 berichtete Alexander James Bothwell aus dem Assisenhof in Koblenz über den Prozess gegen den Metzger Valentin Hönes († 1842) aus Kreuznach, der wegen Ermordung des Gerbers Alexander Diehl am 15. August 1841 in einem Kaffeezelt auf der Pfingstwiese von einem Geschworenengericht gem. Art. 368 des Code d’instruction criminelle von 1808 nach den Artikeln 295, 296, 302 bzw. 12, 26, 36 des napoleonischen Code pénal von 1810 zum Tode verurteilt wurde.
Der Heidelberger Professor Carl August Erb strengte 1842 eine Klage gegen Alexander James von Bothwell wegen einer Forderung über 385 Gulden 36 Kreuzer für Hausmiete an. Die beiden hatten am 23. April 1838 einen Faustpfandvertrag abgeschlossenen. Erb betrieb die Versteigerung eines Faustpfandes zur Befriedigung seiner Forderung. James v. Bothwell wurde deswegen vom Badischen Oberamt Heidelberg am 9. Dezember 1847 öffentlich zu einer auf den 6. Februar 1843 einberufenen „Tagfahrt“ zur Verhandlung der Klage vorgeladen. 1844 lebte „v. Bodwell, J., Privatm.“ in Koblenz, Nr. 1056, in der Casinostraße im Haus der Witwe Anna Mäckler.
Johann Christian von Stramberg berichtete 1854 im Rheinischen Antiquarius, dass bei der Übergabe der neuen schwarz-rot-goldenen Fahne an die Koblenzer Bürgerwehr am 28. Mai 1848 im Festzug „eine Waffe von der Erfindung des seitdem an der Cholera verstorbenen Bothwell oder Boswell, ein dreifaches Mordinstrument“ vorangetragen wurde. „Es konnte, nach des Erfinders Meinung, das der Flinte aufgesetzte Bajonett durch eine höchst einfache Manipulation glühend gemacht werden, und alsdann schoß aus dem Laufe ein Feuerregen, reichlich von magnetischen Kugeln begleitet, hervor.“

## Familie
Mit seiner Ehefrau Maria Anna Josefine Schmitt (* 1792), einer Tochter des Kreuznacher Oberbürgermeisters Stanislaus Schmitt (* 1766; † nach 1823) aus Schönthal (ex Valle speciosa) und seiner Frau (⚭ 1791) Katharina Womrath (* 1775), hatte von Bothwell einen Sohn, der in Kreuznach geboren wurde: Alexander James (Jacob) Robert Arthur Hepburn von Bothwell (* 26. Juni 1821; † 26. Dezember 1904), Artillerie- und Marineoffizier der Englischen, Preußischen, Norddeutschen und Kaiserlichen Marine, 1867–1869 Chef der Marinestation der Ostsee in Kiel (seit 1907 gibt es eine Bothwellstraße in Kiel-Gaarden), Adjutant des Prinzen Adalbert von Preußen, er heiratete 1847 in der Garnisonsgemeinde Stettin Julie Loewe (1826–1920), eine Tochter von Carl Loewe, am 26. Juni 1869 mit Pension zur Disposition gestellt, er erwarb 1873 das Freiligrathhaus in Unkel, gründete 1874 unter anderem mit Matthias Kirchartz (1837–1906) den Unkeler Spar- und Darlehenskassenverein, 1884 wurde er Erster Beigeordneter in Unkel (siehe dortige Von-Bothwell-Straße), 1895 war er Mitgründer des Unkeler Winzervereins.

## Werke
- Für Preussens Ruhm und Deutschlands Ehren!, zum Tod des Königs Friedrich Wilhelms III., als Manuskript herausgegeben. Wilhelm Mainzer,[32] Koblenz 1840[33]
- Valentin Hönes, Fleischer zu Kreuznach, vor dem Geschworenen-Gerichte zu Koblenz. Am 22., 23. und 24. Dezember 1841. J. Friedrich Kehr, Koblenz 1841 (Digitalisat der Staatsbibliothek zu Berlin – Preußischer Kulturbesitz).